# Parashá de la semana
La Parashá de la semana (en hebreo: פרשת השבוע Parashat HaShavua), es el nombre dado a cada una de las 54 partes en la que se divide la Torá (Pentateuco, es decir los primeros cinco libros de la Biblia) en el judaísmo, para así facilitar su lectura semanal a lo largo de un ciclo anual.
Este artículo trata del primer significado formal de la palabra. En el texto masorético, las secciones de la parashá se designan mediante diversos tipos de espaciado entre ellas, como se encuentra en los rollos de la Torá, los rollos de los libros de Nevi'im o Ketuvim (especialmente los Megillot), códices masoréticos de la Edad Media y ediciones impresas del texto masorético.
La división del texto en parashot para los libros bíblicos es independiente de los números de capítulos y versículos, que no forman parte de la tradición masorética. Las parashot no están numeradas, pero algunas tienen nombres especiales.
La división de las parashot que se encuentra en los rollos de la Torá modernos de todas las comunidades judías se basa en la lista sistemática proporcionada por Maimónides en el capítulo 8 de la Mishné Torá, Leyes de tefilín, mezuzá y rollos de la Torá. Maimónides basó su división de las «parashot» de la Torá en el Códice de Alepo. La división de las parashot para los libros de Nevi'im y Ketuvim nunca se estandarizó por completo en las biblias hebreas impresas y en los rollos escritos a mano, aunque se hicieron importantes intentos para documentarla y crear reglas fijas.
La división incorrecta del texto en «parashot», ya sea indicando una «parashá» en el lugar equivocado o utilizando una técnica de espaciado incorrecta, invalida halájicamente un rollo de la Torá según Maimónides. 

## Tabla de las Parashot
Cada Parashá se nombra con la primera palabra con la que empieza, y no necesariamente empieza en el versículo 1 de algún capítulo. La división de las parashot actualmente se basa en la lista sistemática establecida por Moshé ben Maimón, el Rambam (en hebreo: משה בן מימון, más conocido como Maimónides) en su obra Mishné Torá, leyes de Tefilín, Mezuzá y rollos de la Torá, capítulo 8. 
Cuando en el año hay un solo Adar (es decir, no es bisiesto) la parashat Vayakhel y Pekudey se dan juntas. Calendario hebreo
| Libro                  | Semana | Parashá                     | Significado                              | Porción bíblica  | Haftará                   |
| ---------------------- | ------ | --------------------------- | ---------------------------------------- | ---------------- | ------------------------- |
| Bereshit (Génesis)     | 1      | Bereshit, בראשית            | En el principio                          | Gn 1:1 - 6:8     |                           |
| Bereshit (Génesis)     | 2      | Noaj, נח                    | Noé                                      | Gn 6:9 - 11:32   | Is. 54:1-10               |
| Bereshit (Génesis)     | 3      | Lej Leja, לך לך             | vete para ti                             | Gn 12:1 - 17:27  |                           |
| Bereshit (Génesis)     | 4      | Vayera, וירא                | y vio                                    | Gn 18:1 - 22:24  | 2 de Reyes 4 1-37         |
| Bereshit (Génesis)     | 5      | Jayei Sarah, חיי שרה        | la vida de Sara                          | Gn 23:1 - 25:18  |                           |
| Bereshit (Génesis)     | 6      | Toldot, תולדות              | generaciones                             | Gn 25:19 - 28:9  |                           |
| Bereshit (Génesis)     | 7      | Vayetze, ויצא               | y salió                                  | Gn 28:10 - 32:3  |                           |
| Bereshit (Génesis)     | 8      | Vayishlaj, וישלח            | y mandó                                  | Gn 32:4 - 36:43  |                           |
| Bereshit (Génesis)     | 9      | Vayeshev, וישב              | y se sentó/descansó                      | Gn 37:1 - 40:23  |                           |
| Bereshit (Génesis)     | 10     | Miketz, מקץ                 | al cabo de                               | Gn 41:1 - 44:17  |                           |
| Bereshit (Génesis)     | 11     | Vayigash, ויגש              | y se acercó                              | Gn 44:18 - 47:27 | Ezequiel 37:15 al 37:28   |
| Bereshit (Génesis)     | 12     | Vayeji, ויחי                | y vivió                                  | Gn 47:28 - 50:26 | 1 reyes 2                 |
| Shmot (Éxodo)          | 13     | Shmot, שמות                 | Nombres                                  | Ex 1:1 - 6:1     |                           |
| Shmot (Éxodo)          | 14     | Va’era, וארא                | y me mostré                              | Ex 6:2 - 9:35    | Ezequiel 28 y 29          |
| Shmot (Éxodo)          | 15     | Bo, בא                      | Ve/Anda                                  | Ex 10:1 - 13:16  | Jeremías 46:13 al 46:28   |
| Shmot (Éxodo)          | 16     | Beshalaj, בשלח              | Al expulsar                              | Ex 13:17 - 17:16 | Jueces 5:1 al 5:31        |
| Shmot (Éxodo)          | 17     | Yitro, יתרו                 | Jetró                                    | Ex 18:1 - 20:26  | Isaías 1:1 al 1:13        |
| Shmot (Éxodo)          | 18     | Mishpatim, משפטים           | Juicios sociales / Reglamentos sociales. | Ex 21:1 - 24:18  | Jeremías 34 8-26          |
| Shmot (Éxodo)          | 19     | Terumah, תרומה              | Ofrenda alzada                           | Ex 25:1 - 27:19  | 1 Reyes 5:1-18            |
| Shmot (Éxodo)          | 20     | Tetzaveh, תצווה             | Y mandarás                               | Ex 27:20 - 30:10 | Ezequiel 43:10-27         |
| Shmot (Éxodo)          | 21     | Ki Tisa’, כי תשא            | Cuando hagas un censo                    | Ex 30:11 - 34:35 | 1 Reyes 18                |
| Shmot (Éxodo)          | 22     | Vayakhel, ויקהל             | Y Reunió Moisés                          | Ex 35:1 - 38:20  | 1 Reyes 7                 |
| Shmot (Éxodo)          | 23     | Pekudey, פקודי              | Cuenta de/ Rendir cuentas                | Ex 38:21 - 40:38 | 1 Reyes 7                 |
| Vayikrá (Levítico)     | 24     | Vayikra’, ויקרא             | Y él llamó                               | Lv 1:1 - 6:7     | Is. 43:1 al 44:23         |
| Vayikrá (Levítico)     | 25     | Tzav, צו                    | Ordenanza                                | Lv 6:8 - 8:36    | Jer. 7, 8 y 9             |
| Vayikrá (Levítico)     | 26     | Shemini, שמיני              | Octavo                                   | Lv 9:1 - 11:47   | 2 Sam. 6:1 a 6:19         |
| Vayikrá (Levítico)     | 27     | Tazria, תזריע               | Ella concibe                             | Lv 12:1 - 13:59  | 2 Reyes 4                 |
| Vayikrá (Levítico)     | 28     | Metzora, מצורע              | El que tiene lepra                       | Lv 14:1 - 15:33  | 2 Reyes 7                 |
| Vayikrá (Levítico)     | 29     | Ajarei Mot, אחרי מות        | Después de la muerte                     | Lv 16:1 - 18:30  | Ez. 22:1-16               |
| Vayikrá (Levítico)     | 30     | Kedoshim, קדושים            | Apartados                                | Lv 19:1 - 20:27  | Ez.20                     |
| Vayikrá (Levítico)     | 31     | Emor, אמור                  | Diles                                    | Lv 21:1 - 24:23  | Ez.44                     |
| Vayikrá (Levítico)     | 32     | Behar, בהר                  | En la montaña                            | Lv 25:1 - 26:2   | Jer. 32                   |
| Vayikrá (Levítico)     | 33     | Bejukotai, בחוקותי          | En mis estatutos                         | Lv 26:3 - 27:34  | Jer. 16                   |
| Bamidbar (Números)     | 34     | Bamidbar, במדבר             | En el desierto                           | Nm 1:1 - 4:20    | Os. 2                     |
| Bamidbar (Números)     | 35     | Naso, נשא                   | Levanta                                  | Nm 4:21 - 7:89   | Jueces 13:2-25            |
| Bamidbar (Números)     | 36     | Behaaloteja, בהעלותך        | Cuando hagas subir                       | Nm 8:1 - 12:16   | Zac. 2                    |
| Bamidbar (Números)     | 37     | Shelaj leja, שלח לך         | Envía                                    | Nm 13:1 - 15:41  | Josué 2                   |
| Bamidbar (Números)     | 38     | Koraj, קרח                  | Depilado                                 | Nm 16:1 - 18:32  | 1 Samuel 11:14- 12:22     |
| Bamidbar (Números)     | 39     | *Jukat, חקת                 | Estatuto                                 | Nm 19:1 - 22:1   | Is. 41:1-2                |
| Bamidbar (Números)     | 40     | *Balak, בלק                 | Devastador                               | Nm 22:2 - 25:9   |                           |
| Bamidbar (Números)     | 41     | Pinjas, פנחס                | Pinjás                                   | Nm 25:10 - 30:1  | 1 Reyes 18 y 19           |
| Bamidbar (Números)     | 42     | Matot, מטות                 | Tribus                                   | Nm 30:2 - 32:42  |                           |
| Bamidbar (Números)     | 43     | Masei, מסעי                 | Jornadas                                 | Nm 33:1 - 36:13  | Jeremías 2:4-28           |
| Devarim (Deuteronomio) | 44     | Devarim, דברים              | Las palabras                             | Dt 1:1 - 3:22    | Isaías 1:1-31             |
| Devarim (Deuteronomio) | 45     | Va’etjanan, ואתחנן          | Y supliqué                               | Dt 3:23 - 7:11   | Isaías 40                 |
| Devarim (Deuteronomio) | 46     | ‘Ekev, עקב                  | Las consecuencias                        | Dt 7:12 - 11:25  | Is. 49:1-26 - Is. 51:1-23 |
| Devarim (Deuteronomio) | 47     | Re’eh, ראה                  | Mira                                     | Dt 11:26 - 16:17 |                           |
| Devarim (Deuteronomio) | 48     | Shoftim, שופטים             | Jueces                                   | Dt 16:18 - 21:9  |                           |
| Devarim (Deuteronomio) | 49     | Ki Tetze’, כי תצא           | Cuando salgas                            | Dt 21:10 - 25:19 |                           |
| Devarim (Deuteronomio) | 50     | Ki Tavo’, כי תבוא           | Cuando vengas                            | Dt 26:1 - 29:8   |                           |
| Devarim (Deuteronomio) | 51     | Nitzavim, ניצבים            | Presentes, firmes                        | Dt 29:9 - 30:20  |                           |
| Devarim (Deuteronomio) | 52     | Vayelej, וילך               | Y fue                                    | Dt 31:1 - 31:30  |                           |
| Devarim (Deuteronomio) | 53     | Ha’azinu, האזינו            | Escuchen                                 | Dt 32:1 - 32:52  |                           |
| Devarim (Deuteronomio) | 54     | VeZo’t HaBrajah, וזאת הברכה | Y esta es la bendición                   | Dt 33:1 - 34:12  |                           |